# Tinjil
L'île de Tinjil est située dans l'océan Indien, à 16 kilomètres au large de l'ujung Kulon, une presqu'île à l'extrémité occidentale de l'île de Java en Indonésie. D'une superficie de 600 hectares, elle est couverte de forêt tropicale et est entourée de récifs de coraux.
Tinjil a été développée en habitat naturel, la "Tinjil Island Natural Habitat Breeding Facility", pour protéger le macaque à longue queue ou macaque crabier (macaca fascicularis), dont la population est estimée à environ 2 200.
Administrativement, Tinjil fait partie du kabupaten de Pandeglang dans la province de Banten.